# Вертікос
Вертіко́с (рос. Вертикос) — село у складі Каргасоцького району Томської області, Росія. Адміністративний центр та єдиний населений пункт Вертікоського сільського поселення.

## Населення
Населення — 611 осіб (2010; 664 у 2002).
Національний склад (станом на 2002 рік):
- росіяни — 87 %
- німці — 5 %